# Oia (Grecia)
Oia o Ia (en griego: Οία) es una localidad de la isla de Santorini, en las Cícladas, Egeo Meridional, Grecia.  Desde 2011 forma parte del municipio de Santorini. La calle principal se denomina Nikolaou Nomikou. Situada a 458 m s. n. m., en 2011 contaba con 1545 habitantes.
La localidad fue denominada en el pasado con el nombre de Apäno Meria o Anomeria (Απάνω Μεριά, Ανωμεριά, «lado alto»). Sin embargo, a mediados del siglo XIX recibió el nombre de Oia, en referencia al puerto de la antigua ciudad de Tera, situada al sur de la isla, en la actual playa de Kamari.
Oia alcanzó gran prosperidad a finales del siglo XIX y principios del XX. Su economía se basaba en su marina mercante, que comerciaba en el Mediterráneo oriental, especialmente desde Alejandría hasta Rusia. Esta influencia puede observarse con la existencia de dos casas en la parte más alta del pueblo, antiguas viviendas de capitanes. Parte de la ciudad fue destruida durante el terremoto de 1956.

## Historia

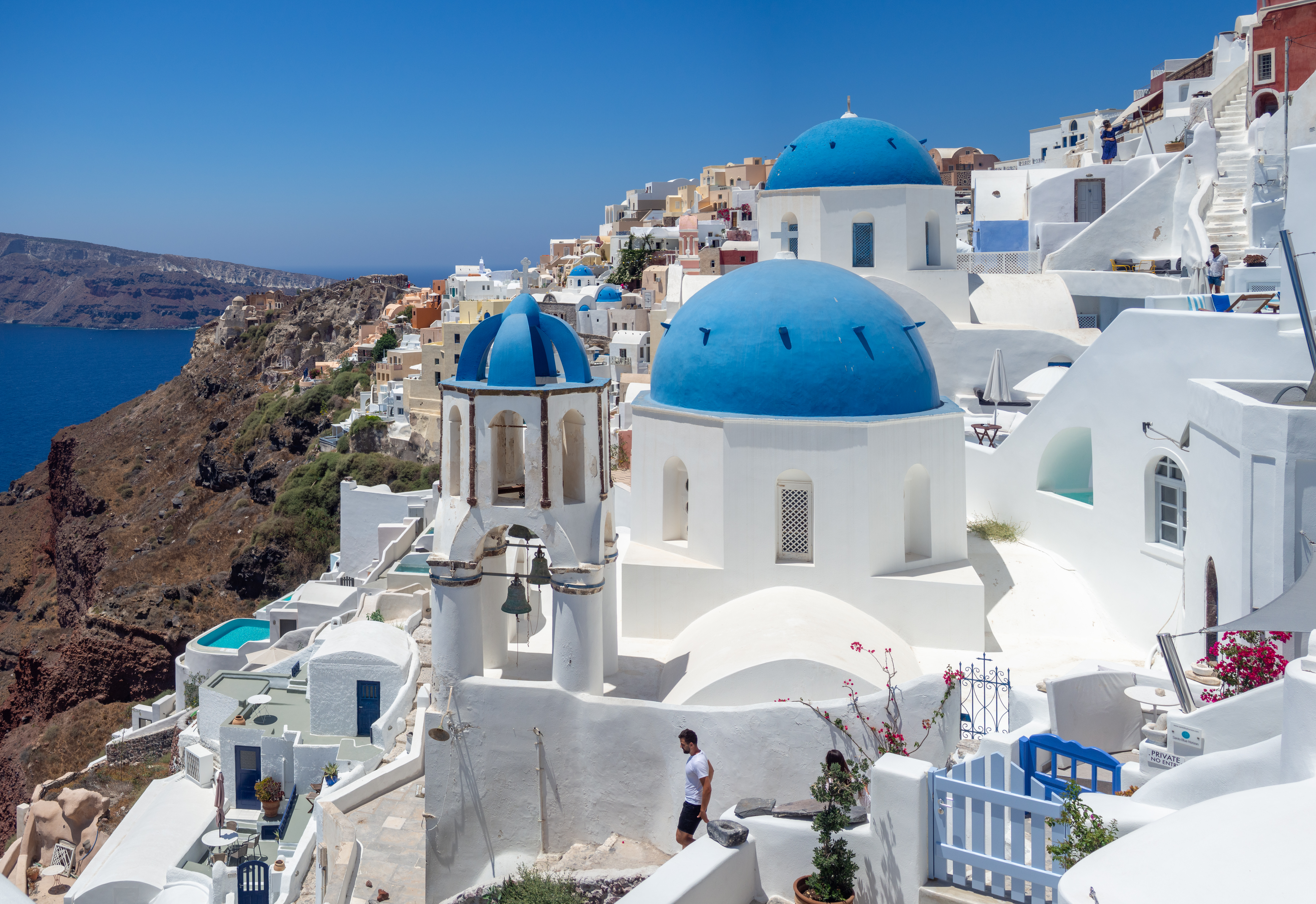
Imagen típica de Oia.

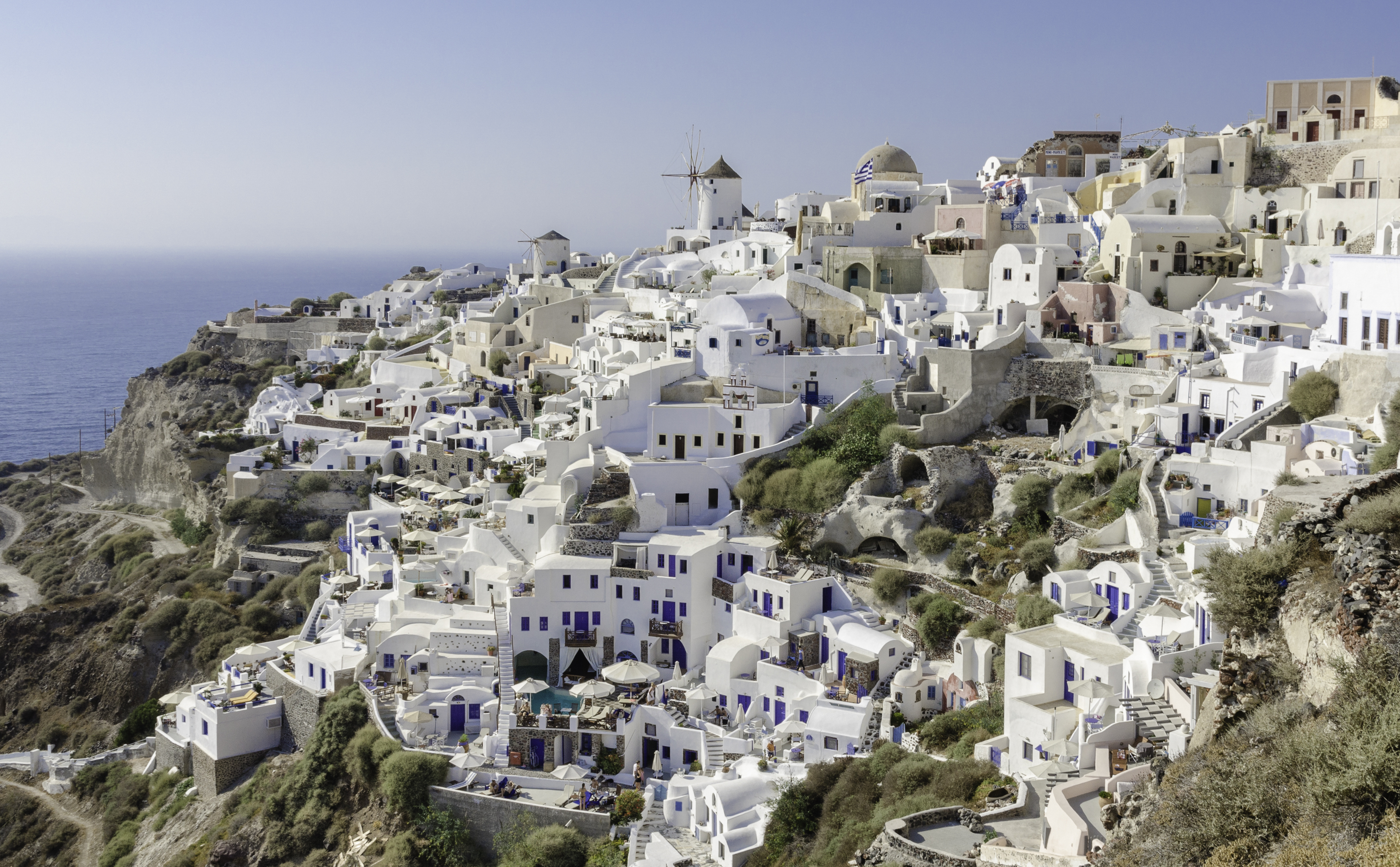
Casas blancas en Oia.

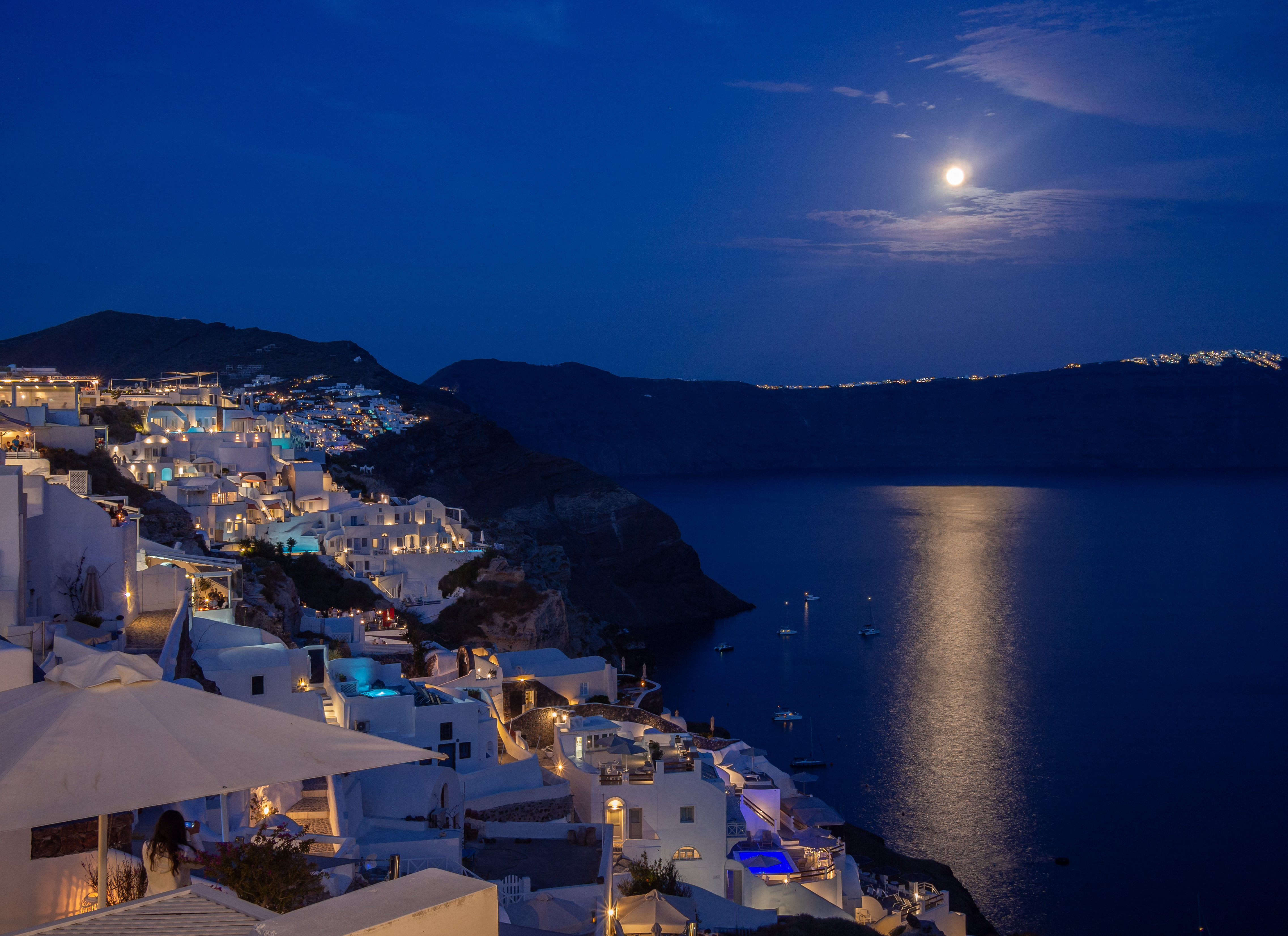
Oia de noche.

El asentamiento de Oia ha sido mencionado en varias ocasiones anteriores al gobierno veneciano, cuando Marco Sanudo fundó el Ducado de Naxos en 1207 e instaló el feudalismo en Santorini. Bajo el gobierno de la familia Corogna, Agios Nikolaos Kastell, también denominada Apanomeria, era una de las cinco ciudadelas locales. Su fortaleza residencial, Goulas, es actualmente la parte histórica de la ciudad, en su extremo suroccidental.
En 1537, Jeireddín Barbarroja conquistó las Islas Egeas y las sometió al reinado del sultán otomano Selim II. Sin embargo, Santorini continuó siendo propiedad de la familia Crispo hasta 1566, cuando pasaron a manos de Joseph Nasi, y tras su muerte en 1579, finalmente las obtuvo el Imperio otomano. Desde el siglo XVI hasta el siglo XIX, el asentamiento fue denominado Apanomeria en los mapas. A mediados del siglo XVII, Jean de Thévenot utiliza el nombre Castelli San Nicolas. Su denominación cambió a Oia en la segunda mitad del siglo XIX.
A finales del siglo XIX y principios del XX, la localidad se convirtió en un asentamiento de marinos que alcanzó gran prosperidad como resultado de un comercio marítimo por el Mediterráneo, especialmente como parte de una ruta comercial entre Rusia y Alejandría. En 1890 Oia tenía aproximadamente 2.500 habitantes y alrededor de 130 barco, además, existía un embarcadero en la bahía de Armeni. Se producía vino de gran calidad que era exportado a Francia, entre otros países. Sin embargo, la llegada de la máquina de vapor y la concentración de barcos en El Pireo provocó un colapso en las rutas comerciales de la ciudad, disminuyendo, asimismo, la agricultura debido a la emigración hacia El Pireo y Lavrio. La economía de la ciudad decayó a comienzos del siglo XX debido a las guerras, la depresión económica y la sobrepesca.
El 9 de julio de 1956 se produjo un terremoto de magnitud 7,8 que causó grandes daños. El epicentro de la réplica más potente, de magnitud 7,2, se localizó en la costa norteña de Santorini. Las consecuencias fueron una alta emigración, lo que provocó que en 1977 la población fuera de 306 personas. Tras el sismo, la villa se convirtió en un atractivo turístico de las Cícladas y es conocido como el «pueblo perfecto», que alcanza gran turismo durante el verano.